# ران فریک
ران فریک، فیلمساز و فیلم‌بردار آمریکایی، متخصص در تصویربرداری زمان‌گریز و فیلمسازی انداره بزرگ است. او فیلمبردار مستند کویانیس کاتسی (۱۹۸۲) بود و فیلم غیر روایی باراکا (۱۹۹۲) کارگردانی نموده‌است. او طراحی و استفاده از تجهیزات دوربین ۶۵ میلی‌متری خود را برای باراکا و پروژه‌های بعدش به کار برد. او همچنین فیلمهای IMAX کرونوس (۱۹۸۵) و مکان مقدس(۱۹۸۶) را کارگردانی کرد. او همچنین فیلمبردار بخش‌هایی از فیلم جنگ ستارگان قسمت سوم: انتقام سیت بود. سامسارا، دنبالهٔ باراکا، نخستین بار در سپتامبر ۲۰۱۱ در جشنواره بین‌المللی فیلم تورنتو به نمایش درآمد، و در ۲۴ اوت ۲۰۱۲ در آمریکا اکران شد.

فریک در مورد کار خود می‌نویسد: 
من فکر می‌کنم کارم با کویانیسکاتسی و کرونوس و باراکا توفیق یافت. هم تکنیکی هستند هم فلسفی. من همواره آماده‌ام برای کاوش‌کردن عمیق موضوع مورد علاقه‌ام: ارتباطات انسانی برای همیشه.

## فیلم‌شناسی

### به عنوان کارگردان
- کرونوس (۱۹۸۵)
- مکان مقدس (۱۹۸۶)
- باراکا (۱۹۹۲)
- سامسارا (۲۰۱۱)

### به عنوان فیلمبردار
- کویانیس کاتسی: زندگی بدون توازن (۱۹۸۲)
- هنرمند اتمی (۱۹۸۲)
- کرونوس (۱۹۸۵)
- سایت مقدس (۱۹۸۶)
- باراکا (۱۹۹۲)
- سامسارا (۲۰۱۱)
- سفر هانومان (۲۰۱۳)